# Chrysocraspeda ronensis
Chrysocraspeda ronensis là một loài bướm đêm trong họ Geometridae.